# Ait Bourzouine
Ait Bourzouine  (in arabo أيت بورزوين‎?) è un centro abitato e comune rurale del Marocco situato nella provincia di El Hajeb, regione di Fès-Meknès. Conta una popolazione di 8 289 abitanti (censimento 2014).